# Prokocim
Prokocim je čtvrť Krakova, jedna z hlavních součástí Městské části XII Bieżanów-Prokocim. Leží asi 8 km na jihovýchod od centra Krakova při cestě do Wieliczky a Bochni.
V současné době název Prokocim označuje tzv. Prokocim Stary ležící mezi železniční stanicí Kraków-Prokocim a ulicí Welickou. V širším smyslu k Prokocimi patří také sídliště Prokocim Nowy, které se nachází v jeho východní části.